# Francis Albert Sinatra & Antônio Carlos Jobim
Francis Albert Sinatra & Antônio Carlos Jobim — студийный альбом американского певца Фрэнка Синатры и бразильского музыканта Антониу Карлоса Жобина, выпущенный в 1967 году на лейбле Reprise Records. Клаус Огерман выступил в качестве аранжировщика и дирижёра в сопровождении студийного оркестра. Наряду с оригинальными композициями Жобина, в альбом вошли три стандарта из Great American Songbook («Change Partners», «I Concentrate on You» и «Baubles, Bangles and Beads»), аранжированные в стиле босанова.

## Отзывы и признание
| Оценки критиков                            | Оценки критиков |
| Источник                                   | Оценка          |
| ------------------------------------------ | --------------- |
| AllMusic                                   | [ 1 ]           |
| Encyclopedia of Popular Music              | [ 2 ]           |
| MusicHound Jazz: The Essential Album Guide | [ 3 ]           |
| The New Rolling Stone Album Guide          | [ 4 ]           |
| The Rolling Stone Jazz & Blues Album Guide | [ 5 ]           |

В журнале Billboard отметили, что Синатра мягок и нежен с лучшими композициями Жобина и других бразильских авторов. В издании Cash Box указали, что нет сомнений, что диск будет иметь огромный успех, поскольку Синатра представит такие песни, как «The Girl From Ipanema», «Meditation» и «Once I Loved».
Стивен Томас Эрлевайн из AllMusic написал: «Результатом стал приглушённый, спокойный альбом, в котором латинские ритмы использовались как основа, а не как фокус. Благодаря непринуждённой, сочувствующей аранжировке приглушённых духовых, вкрадчивой перкуссии, мягким струнам и ритмичной гитаре Жобина Синатра получается особенно примечательным исполнителем; он никогда не звучал так тонко, обыгрывая каждую свою реплику и демонстрируя вокальные приёмы, которые он никогда раньше не демонстрировал. Фрэнсис Альберт Синатра и Антониу Карлос Жобин не сразу раскрывают свои прелести; альбом слишком фактурный и сдержанный, чтобы его можно было полностью оценить за одно прослушивание. После нескольких прослушиваний альбом начинает медленно проникать слушателю под кожу, и он становится одним из его самых нужных альбомов 60-х». Уилл Фридуолд из Stereo Review поставил альбом на девятое место в списке лучших у Синатры и отметил: «Синатра сохраняет современность, обращаясь к босанове, накладывая свой самый мягкий вокал на волнообразный бразильский ритм». Том Мун включил данный альбом с своей справочник «1000 произведений, с которыми стоит ознакомиться, прежде чем вы умрёте».
На 10-й ежегодной премии «Грэмми» в 1968 году Francis Albert Sinatra & Antônio Carlos Jobim был номинирован как альбом года, но проиграл Sgt. Pepper’s Lonely Hearts Club Band группе The Beatles. Синатра выиграл две предыдущие премии «Грэмми» за альбом года, в 1967 и 1966 годах. Он также был номинирован в категории «Лучшее мужское вокальное исполнение», в итоге уступив записи Глена Кэмпбелла «By the Time I Get to Phoenix».

## Список композиций
1. «The Girl from Ipanema» (Антониу Карлос Жобин, Норман Гимбел, Винисиус ди Морайс) — 3:00
2. «Dindi» (Рэй Гилберт, Антониу Карлос Жобин, Алойзиу ди Оливейра) — 3:25
3. «Change Partners» (Ирвинг Берлин) — 2:40
4. «Quiet Nights of Quiet Stars (Corcovado)» (Антониу Карлос Жобин, Джин Лис) — 2:45
5. «Meditation (Meditação)» (Антониу Карлос Жобин, Норман Гимбел, Ньютон Мендонса) — 2:51
6. «If You Never Come to Me» (Антониу Карлос Жобин, Норман Гимбел, Алойзиу ди Оливейра) — 2:10
7. «How Insensitive (Insensatez)» (Антониу Карлос Жобин, Норман Гимбел, Винисиус ди Морайс) — 3:15
8. «I Concentrate on You» (Коул Портер) — 2:32
9. «Baubles, Bangles and Beads» (Роберт Райт, Джордж Форрест) — 2:32
10. «Once I Loved (O Amor em Paz)» (Антониу Карлос Жобин, Рэй Гилберт, Винисиус ди Морайс) — 2:37

Бонус-треки переиздания
1. «Sinatra/Jobim Medley» — 6:30
2. «The Girl from Ipanema» (Studio Session/’67) — 11:09

## Чарты
| Чарт (1967)                            | Высшая позиция |
| -------------------------------------- | -------------- |
| США (Billboard Top LP’s)               | 19             |
| США (Billboard Best Selling Jazz LP’s) | 4              |
| США (Cash Box Top 100 Albums)          | 7              |
| США (Record World Top 100 LP’s)        | 5              |
| США (Record World Top 20 Jazz LP’s)    | 20             |
| Чарт (2017)                            | Высшая позиция |
| Португалия (AFP)                       | 21             |